# 료마전
《료마전》(일본어: 龍馬伝)은 2010년 1월 3일부터 11월 28일까지 방송된 NHK 대하드라마이다. 최고 시청률은 24.4%, 평균 시청률은 18.7%을 기록했다.

## 개요
미쓰비시 재벌의 창업자인 이와사키 야타로의 시점에서 사카모토 료마의 생애를 그린 작품으로, 전 4부로 구성된다.
- SEASON1「RYOMA THE DREAMER」（1회 ~ 13회）
- SEASON2「RYOMA THE ADVENTURER」(14회 ~ 28회)
- SEASON3「RYOMA THE NAVIGATOR」(29회 ~ 38회)
- SEASON4「RYOMA THE HOPE」(39회 ~ 48회)

## 등장 인물

### 주인공
- 사카모토 료마 - 후쿠야마 마사하루

### 료마의 가족·친족
- 사카모토 하치헤이 - 코다마 키요시

- 사카모토 토메 - 테라지마 시노부

- 나라사키 료 - 마키 요코

- 사카모토 이요 - 마츠바라 치에코

- 사카모토 곤페이 - 스기모토 텟타

- 사카모토 치노 - 시마자키 와카코

- 사카모토 하루이 - 마에다 아츠코

### 토사의 사람들

#### 이와사키 가문
- 이와사키 야타로 - 카가와 테루유키

- 이와사키 야지로 - 카니에 케이조

#### 타케치 가문
- 타케치 한페이타 - 오오모리 나오

- 타케치 토미 - 오쿠누키 카오루

#### 히라이 가문
- 히라이 카오 - 히로스에 료코

- 히라이 슈지로 - 미야사코 히로유키

#### 타케치 도장 문하생·토사 근왕 당원
- 오카다 다이조 - 사토 타케루

#### 토사 번주・야마우치가
- 야마우치 요도 - 콘도 마사오미

(야마우치 토요시게 → 야마우치 요도)

#### 토사 번 하사
- 미조부치 히로노조 - 피에르 타키

### 료마의 동지들

#### 카메야마 조합(亀山社中)·카이엔타이(海援隊)
- 콘도 쵸지로 - 오오이즈미 요

- 사와무라 소노죠 - 카나메 준

- 이케우치 쿠라타 - 키리타니 켄타

### 막부

#### 쇼군 가문
- 도쿠가와 요시노부 - 다나카 테츠시

(히토츠바시 요시노부 → 도쿠가와 요시노부)

- 도쿠가와 이에모치 - 나카무라 하야토

- 도쿠가와 이에사다 - 코스다 야스토

#### 막각(幕閣, 막부 최고 수뇌부)
- 아베 마사히로 - 마스 타케시

- 이이 나오스케 - 마츠이 노리오

- 홋타 마사요시

- 이타쿠라 카츠키요 - 사이키 시게루

- 마츠다이라 타다마스 - 야마구치 신지

- 구제 히로치카 - 카와부치 요시카즈

- 마츠다이라 노리야스 - 우시오 테츠야

- 마키노 타다마사 - 타구치 카즈마사

- 미즈노 타다키요 - 와카스기 코지

#### 막부의 신하(幕臣)
- 카츠 카이슈 - 타케다 테츠야

### 모든 번

#### 사츠마 번
- 사이고 타카모리 - 타카하시 카츠미

### 조정

#### 에도의 사람들
- 치바 사나 - 칸지야 시호리

- 치바 사다키치 - 사토미 코타로

- 치바 주타로 - 와타나베 잇케이

## 시청률
- 전체 48회. 제1회, 최종회는 75분으로 확대방송.

※ 아래의 파란색 숫자는 '최저 시청률'이고, 빨간색 숫자는 '최고 시청률'입니다.
| 회차                                | 방송일                  | 부제목                  | 기행                                               | 시청률                  | 시청률                  | 시청률                  | 시청률                  |
| 회차                                | 방송일                  | 부제목                  | 기행                                               | 간토                    | 간사이                  | 주쿄                    | 북부규슈                |
| 시즌1 RYOMA THE DREAMER             | 시즌1 RYOMA THE DREAMER | 시즌1 RYOMA THE DREAMER | 시즌1 RYOMA THE DREAMER                            | 시즌1 RYOMA THE DREAMER | 시즌1 RYOMA THE DREAMER | 시즌1 RYOMA THE DREAMER | 시즌1 RYOMA THE DREAMER |
| ----------------------------------- | ----------------------- | ----------------------- | -------------------------------------------------- | ----------------------- | ----------------------- | ----------------------- | ----------------------- |
| 제1회                               | 01월 03일               | 상사와 하사             | 坂本龍馬ゆかりの地 (코치 현 코치 시)               | 23.2%                   | 21.0%                   | 21.8%                   | 23.2%                   |
| 제2회                               | 01월 10일               | 대기만성?               | 坂本龍馬ゆかりの地 (코치 현 코치 시)               | 21.0%                   | 21.4%                   | 21.5%                   | 22.9%                   |
| 제3회                               | 01월 17일               | 위조통행증의 여행       | 岩崎弥太郎ゆかりの地 (코치 현 아키시)              | 22.6%                   | 22.2%                   | 20.7%                   | 21.6%                   |
| 제4회                               | 01월 24일               | 에도의 오니코마치       | 坂本龍馬ゆかりの地 (도쿄도 치요다 구)              | 23.4%                   | 24.2%                   | 23.2%                   | 25.9%                   |
| 제5회                               | 01월 31잉               | 흑선과 검               | 坂本龍馬ゆかりの地 (도쿄 도 시나가와구)            | 24.4%                   | 24.0%                   | 24.3%                   | 24.6%                   |
| 제6회                               | 02월 07일               | 쇼인은 어디에?          | 吉田松陰ゆかりの地 (시즈오카현 시모다시)           | 21.2%                   | 21.8%                   | 19.5%                   | 21.3%                   |
| 제7회                               | 02월 14일               | 머나먼 뉴욕             | 河田小龍ゆかりの地 (코치 현 코치 시)               | 20.2%                   | 20.8%                   | 20.4%                   | 21.4%                   |
| 제8회                               | 02월 21일               | 야타로의 눈물           | 岩崎弥太郎ゆかりの地 (코치 현 코치 시)             | 22.3%                   | 23.4%                   | 24.0%                   | 22.9%                   |
| 제9회                               | 02월 28일               | 목숨의 가치             | 山本琢磨ゆかりの地 (도쿄 도 치요다 구)             | 21.0%                   | 19.0%                   | 19.2%                   | 18.3%                   |
| 제10회                              | 03월 07일               | 갈라져버린 사랑         | 平井加尾ゆかりの地 (코치 현 코치 시)               | 20.4%                   | 21.5%                   | 22.4%                   | 22.2%                   |
| 제11회                              | 03월 14일               | 토사,진노하다           | 吉田東洋ゆかりの地 (코치 현 코치 시)               | 21.4%                   | 21.6%                   | 22.3%                   | 21.4%                   |
| 제12회                              | 03월 21일               | 암살지령                | 久坂玄瑞ゆかりの地 (야마구치현 하기시)             | 17.7%                   | 21.4%                   | 21.5%                   | 18.4%                   |
| 제13회                              | 03월 28일               | 잘 있거라,토사여        | 坂本龍馬ゆかりの地 (코치 현 코치 시)               | 18.8%                   | 17.8%                   | 17.4%                   | 13.9%                   |
| 시즌2 RYOMA THE ADVENTURER          |                         |                         |                                                    |                         |                         |                         |                         |
| 제14회                              | 04월 04일               | 쫓기는 자,료마          | 武市半平太ゆかりの地 (코치 현 코치 시)             | 18.5%                   | 19.0%                   | 20.3%                   | 20.4%                   |
| 제15회                              | 04월 11일               | 두사람의 쿄             | 武市半平太ゆかりの地 (교토부 교토시)               | 18.4%                   | 18.4%                   | 18.8%                   | 18.5%                   |
| 제16회                              | 04월 18일               | 카츠 린타로             | 勝麟太郎ゆかりの地 (도쿄 도 스미다구)              | 21.9%                   | 22.4%                   | 21.5%                   | 19.5%                   |
| 제17회                              | 04월 25일               | 괴물, 요도              | ジョン万次郎ゆかりの地 (코치 현 토사시미즈 시)     | 21.8%                   | 21.1%                   | 22.6%                   | 18.4%                   |
| 제18회                              | 05월 02일               | 해군을 창설하자!        | 坂本龍馬ゆかりの地 (오사카부 오사카시)             | 18.4%                   | 16.3%                   | 20.0%                   | 19.0%                   |
| 제19회                              | 05월 09일               | 양이실행                | 下関戦争ゆかりの地(야마구치 현 시모노세키시)       | 19.0%                   | 18.7%                   | 20.4%                   | 19.3%                   |
| 제20회                              | 05월 16일               | 슈지로, 무념            | 松平春嶽ゆかりの地 (후쿠이현 후쿠이시)             | 20.4%                   | 20.2%                   | 23.3%                   | 20.9%                   |
| 제21회                              | 05월 23일               | 고향 친구들이여         | 山内容堂ゆかりの地 (코치 현 코치 시)               | 20.0%                   | 21.1%                   | 23.0%                   | 21.4%                   |
| 제22회                              | 05월 30일               | 료라고 불리는 여자      | 楢崎龍ゆかりの地 (교토 부 교토 시)                 | 19.5%                   | 21.1%                   | 22.2%                   | 20.0%                   |
| 제23회                              | 06월 06일               | 이케다야로 달리자       | 勝海舟ゆかりの地（효고현 고베시                    | 19.2%                   | 18.6%                   | 21.0%                   | 22.6%                   |
| 제24회                              | 06월 13일               | 사랑의 반딧불           | 新選組ゆかりの地 (교토 부 교토 시)                 | 20.1%                   | 21.9%                   | 23.0%                   | 23.8%                   |
| 제25회                              | 06월 20일               | 테라다야의 어머니       | 蛤御門の変ゆかりの地 (교토 부 교토 시)             | 20.3%                   | 22.0%                   | 22.5%                   | 21.0%                   |
| 제26회                              | 06월 27일               | 사이고 키치노스케       | 岡田以蔵ゆかりの地 (코치 현 코치 시)               | 17.9%                   | 17.0%                   | 20.7%                   | 18.8%                   |
| 제27회                              | 07월 04일               | 료마의 승부             | 田中光顕ゆかりの地 (도쿄 도 타마 시)               | 17.3%                   | 19.4%                   | 21.3%                   | 19.5%                   |
| 제28회                              | 07월 11일               | 타케치의 꿈             | 武市半平太ゆかりの地 (코치 현 코치 시)             | 17.0%                   | 17.9%                   | 19.7%                   | 20.9%                   |
| 시즌3 RYOMA THE NAVIGATOR           |                         |                         |                                                    |                         |                         |                         |                         |
| 제29회                              | 07월 18일               | 신천지, 나가사키        | お元ゆかりの地 (나가사키현 나가사키시)             | 15.8%                   | 16.2%                   | 17.6%                   | 17.5%                   |
| 제30회                              | 07월 25일               | 료마의 비책             | グラバーゆかりの地 (나가사키 현 나가사키 시)       | 17.9%                   | 18.4%                   | 17.7%                   | 20.4%                   |
| 제31회                              | 08월 01일               | 사이고는 아직도인가?    | 亀山社中ゆかりの地 (나가사키 현 나가사키 시)       | 16.0%                   | 15.6%                   | 17.2%                   | 16.6%                   |
| 제32회                              | 08월 08일               | 표적이 된 료마          | 中岡慎太郎ゆかりの地 (코치 현 무로토시)            | 16.7%                   | 19.2%                   | 18.7%                   | 18.0%                   |
| 제33회                              | 08월 15일               | 카메야마삿쵸의 큰일     | 大浦慶ゆかりの地 (사가현 우레시노시)               | 13.7%                   | 15.7%                   | 18.5%                   | 16.4%                   |
| 제34회                              | 08월 22일               | 무사, 쵸지로            | 近藤長次郎ゆかりの地 (나가사키 현 나가사키 시)     | 16.3%                   | 19.0%                   | 19.8%                   | 22.3%                   |
| 제35회                              | 08월 29일               | 삿쵸동맹이다            | 薩長同盟ゆかりの地 (교토 부 교토 시)               | 15.4%                   | 16.3%                   | 18.2%                   | 16.6%                   |
| 제36회                              | 09월 05일               | 테라다야의 소동         | 寺田屋騒動ゆかりの地 (교토 부 교토 시)             | 16.8%                   | 18.9%                   | 21.0%                   | 17.4%                   |
| 제37회                              | 09월 12일               | 료마의 아내             | 高杉晋作ゆかりの地 (야마구치 현 하기 시)           | 17.6%                   | 20.0%                   | 20.0%                   | 20.5%                   |
| 제38회                              | 09월 19일               | 키리시마의 맹세         | 坂本龍馬とお龍ゆかりの地 (가고시마현 가고시마시)   | 15.8%                   | 18.5%                   | 20.3%                   | 18.9%                   |
| 마지막 시즌 RYOMA THE HOPE          |                         |                         |                                                    |                         |                         |                         |                         |
| 제39회                              | 09월 26일               | 바칸의 기적             | 奇兵隊ゆかりの地 (후쿠오카현 기타큐슈시)           | 13.7%                   | 15.8%                   | 19.0%                   | 15.7%                   |
| 제40회                              | 10월 03일               | 청풍정의 대결           | 坂本龍馬ゆかりの地 (나가사키 현 나가사키 시)       | 14.3%                   | 17.0%                   | 17.6%                   | 17.8%                   |
| 제41회                              | 10월 10일               | 안녕히, 타카스키 신사쿠 | 高杉晋作ゆかりの地 (야마구치 현 시모노세키 시)     | 16.3%                   | 16.8%                   | 18.3%                   | 18.3%                   |
| 제42회                              | 10월 17일               | 이로하마루 사건         | 海援隊ゆかりの地 (히로시마현 후쿠야마시)           | 16.1%                   | 19.3%                   | 19.0%                   | 20.8%                   |
| 제43회                              | 10월 24일               | 선중팔책                | 坂本龍馬ゆかりの地 (교토 부 교토 시)               | 18.0%                   | 19.6%                   | 20.0%                   | 20.6%                   |
| 제44회                              | 10월 31일               | 비의 도망자             | 隠れキリシタンゆかりの地 (나가사키 현 나가사키 시) | 16.2%                   | 19.1%                   | 17.3%                   | 20.9%                   |
| 제45회                              | 11월 07일               | 료마의 쉬는 날          | お龍ゆかりの地 (카나가와 현 요코스카시)            | 15.3%                   | 16.3%                   | 15.3%                   | 16.7%                   |
| 제46회                              | 11월 14일               | 토사의 큰승부           | 坂本龍馬ゆかりの地 (코치 현 코치 시)               | 15.7%                   | 17.0%                   | 17.8%                   | 20.8%                   |
| 제47회                              | 11월 21일               | 대정봉환                | 大政奉還ゆかりの地 (교토 부 교토 시)               | 17.6%                   | 18.6%                   | 19.5%                   | 20.9%                   |
| 최종회                              | 11월 28일               | 용의 혼                 | 坂本龍馬ゆかりの地 (교토 부 교토 시)               | 21.3%                   | 21.3%                   | 22.6%                   | 24.6%                   |
| 평균시청률                          | 평균시청률              | 평균시청률              | 평균시청률                                         | 18.7%                   | 19.5%                   | 20.3%                   | 20.2%                   |
| (시청률조사 : 관동 지방 비디오서치) |                         |                         |                                                    |                         |                         |                         |                         |

## 같이 보기
- 사카모토 료마
- 료마가 간다

| NHK 대하드라마             | NHK 대하드라마                   | NHK 대하드라마                                      |
| 이전 작품                  | 작품명                           | 다음 작품                                           |
| -------------------------- | -------------------------------- | --------------------------------------------------- |
| 천지인（天地人）〔2009년〕 | 료마전（りょうまでん）〔2010년〕 | 고우~공주들의 전국~（江〜姫たちの戦国〜）〔2011년〕 |